# Ball de moros i cristians de Lleida
El Ball de Moros i Cristians de Lleida és un ball parlat al carrer amb orígens al segle xviii, que es va deixar de ballar a la festa major de 1945 i es va recuperar el 2010. La representació, que inclou temes d'actualitat, fou recuperat el 2010 pels grups Aurembiaix i l'Associació Festa de Moros i Cristians, amb l'ajuda de professionals de l'Aula Municipal de Teatre i l'Esbart Dansaire Sícoris per a la direcció i coreografia del ball.

## Història
Des de finals del segle xviii s'ha representat un ball que escenificava la lluita simbòlica entre musulmans i cristians. Per les descripcions sembla que és un ball parlat de carrer, molt comú als seguicis festius de la Catalunya Nova a partir del Barroc. El primer antecedent és el ball d'espases de les festes de proclamació de Carles IV el 1789. L'any 1802 ja es descriu com una escenificació de moros i cristians.
Al programa de la festa major del 1899 s'anuncia l'actuació de les comparses de «negros, mogiganga y moros y cristianos», juntament amb els gegants, els nans i tot el seguici. També el 1906 la premsa informà de l'actuació a la festa major. No hi ha referències que el ball continués a partir de la primera dècada del segle xx. L'any 1933 es proposà la recuperació de la festa en un ple municipal amb aquestes paraules: «(...) que’s gestioni si poden ésser restablerts els números de la rondalla de moros i cristians i de la batalla de flors». La recuperació del ball es feu l'any 1945 per la festa major de Sant Anastasi, i no se'n coneix cap representació fins a la del 2010.